# Droga wojewódzka 433
Die Droga wojewódzka 433 (DW 433) ist eine 21,5 Kilometer lange Droga wojewódzka (Woiwodschaftsstraße) in der polnischen Woiwodschaft Großpolen, die ausschließlich in der Stadt Posen verläuft.
Die Droga wojewódzka 433 wurde 1985 als Droga krajowa von Swarzędz nach Gądki eingeführt. Seit der Reform des Straßennetzes 2000 ist die Strecke als Droga wojewódzka klassifiziert. Am 1. Januar 2016 änderte sich gemäß einer Verordnung vom 23. Dezember 2015 der Verlauf – sie wurde entlang der alten Droga krajowa 11 über Posen bis zum Narutowicza-Viadukt auf 21,4 km verlängert.
Am 16. Februar 2016 wurden Teile der Straße zur Droga powiatowa 2489P. Zuvor hatte die Gesamtlänge der Strecke 33,4 Kilometer betragen.